# Jacob d'Edessa el Vell
Jacob d'Edessa el Vell (grec antic: Ἰάκωβος; llatí: Iacobus) (Antioquia de Mesopotàmia, 505 - Edessa, 578), també conegut com a Jacob Baradeu pel seu nom sirià llatinitzat de Baradaeus, i pels grecs per Jacob Zanzalos (Ζανζαλος), paraula que Nicèfor Cal·list tradueix per 'pobre'.
Va ser monjo al monestir de Fasilta (Phasilta) i elevat al bisbat d'Edessa el 541. Va prendre part activa al concili monofisita en el qual Pau va ser elegit patriarca d'Antioquia pels monofisites. Va aconseguir unir les diverses sectes monofisites en un sol grup que van prendre d'aquest bisbe el nom de «jacobites» o membres de l'Església Ortodoxa Siríaca. Va morir l'any 578 com a bisbe d'Edessa, encara que de vegades els jacobites i els nestorians l'esmenten com a patriarca dels jacobites, dignitat que mai va assolir. Els jacobites expliquen històries exagerades sobre ell, i diuen que va ordenar dos patriarques, un arquebisbe, vint bisbes i cent mil sacerdots i diaques. Els nestorians, que va ordenar vuitanta mil sacerdots i diaques.
Va escriure una Anaphora o Litúrgia de la qual n'apareix una versió en llatí a l'obra Liturgiae Orientales, de Renaudot, vol. 2, p. 333. També se li atribueix una Catechesis dels jacobites, però sembla demostrat que és de data posterior.